# St. Johann Baptist (Godelheim)

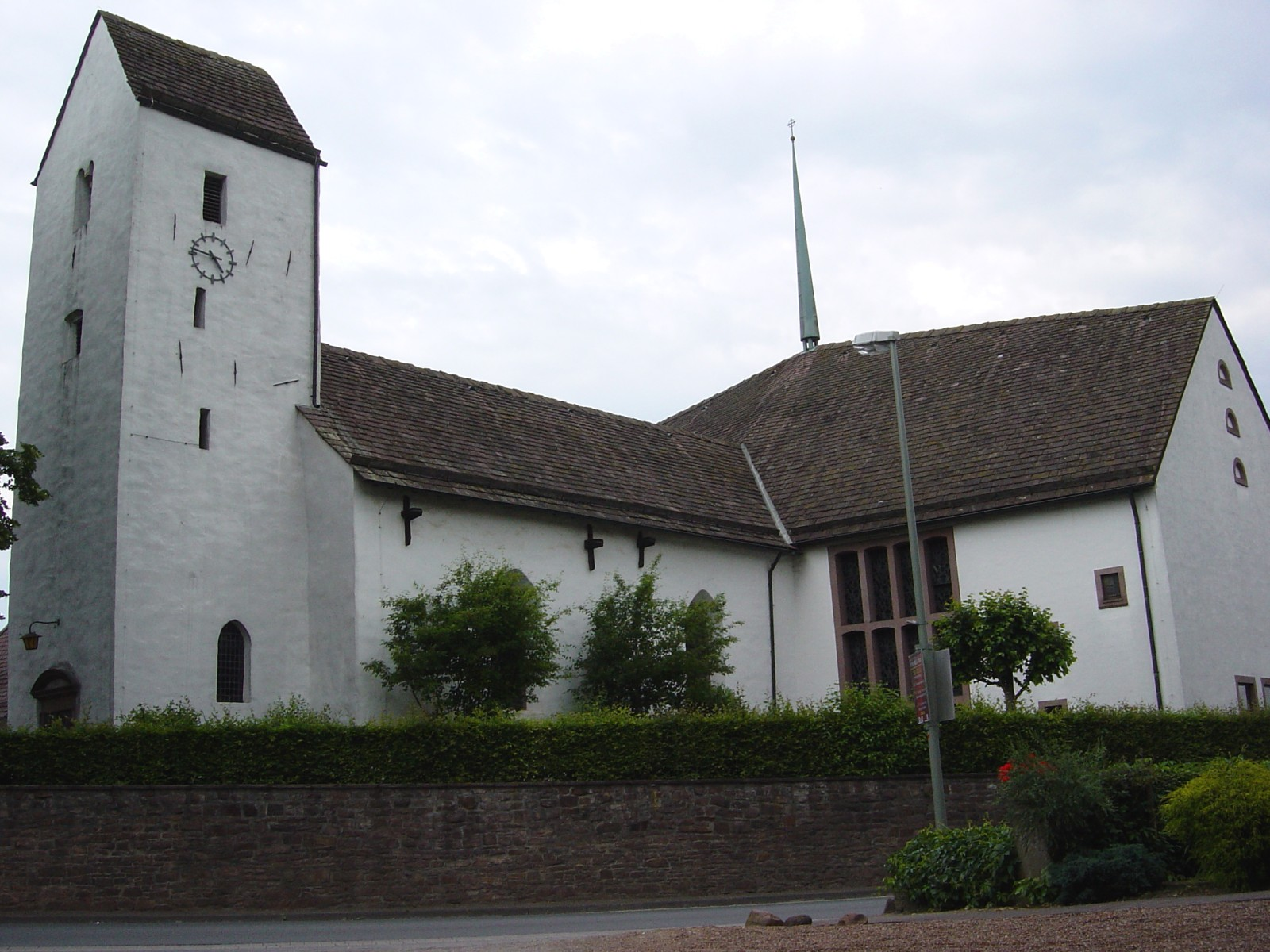
St. Johann Baptist

Die römisch-katholische Pfarrkirche St. Johann Baptist ist ein denkmalgeschütztes Kirchengebäude in Godelheim, einem Stadtteil von Höxter im Kreis Höxter in Nordrhein-Westfalen.

## Geschichte und Architektur
Die Kirche wurde erstmals in der Amtszeit des Bischofs Meinwerk von Paderborn urkundlich belegt.
Das Gebäude ist ein zweijochiger Saalbau mit ursprünglich eingezogenem rechteckigen Chor, es stammt im Kern wohl aus dem 11. Jahrhundert. Der stark ausgebesserte Westturm wurde in romanischer Zeit angefügt. Für den früher polygonalen, barocken Chor wurde 1962 ein Neubau errichtet. Im romanischen Schiff werden gedrungene Kreuzgratgewölbe von Wand- und Eckpfeilern getragen. Der Turm ist kuppelgewölbt.
Das Kirchendach wurde 1950 renoviert und das Läutwerk auf elektrischen Betrieb umgestellt. Orgelbühne und Turm wurden 1957 renoviert.
1961 wurde die alte Kirche zum Teil abgerissen, der romanische Bau blieb stehen. Der Neubau wurde 1963 von Dechant Sander geweiht und 1967 durch Lorenz Kardinal Jaeger konsekriert. Im selben Jahr wurden drei neue Glocken installiert. Eine neue Orgel mit 25 Registern wurde 1976 eingebaut.

## Ausstattung
- Ein romanischer Taufstein in Pokalform
- Der Hochaltar aus Holz, bezeichnet mit 1727, wurde 1963 restauriert
- Eine 40 Jahre verschollene Barockmonstranz wurde 1929 in einem Schrank aufgefunden und aufgearbeitet
- Ein Hofschneider aus Wien sandte 1753 Partikel vom Heiligen Kreuz in seine Heimatgemeinde[1]